# Komorník (úřad)
Komorník či komoří (latinsky camerarius, německy Kämmerer nebo Kammerherr) jsou dva tituly středověkého původu pro úředníka zabývajícího se financemi. Tituly se používají i v některých současných právních řádech ve formě Velký komorník nebo Velký komoří.
K čestnému úřadu komořích v habsburské monarchii viz heslo Císařský komorník.

## Původ
Název komorník je odvozen od středověkého latinského camarlingus (ve franštině jako kamerling). Slovo původně vychází z latiny klasického období (camerarius), což znamená „pokojovou obsluhu“ (ve smyslu to co je „pokladem“ a co náleží „panovníkovi“). Význam názvu a funkce jsou částečně srovnatelné s latinským výrazem cubiculario používaným v pozdní římské říši, byzantské říši a u papežského dvora.
V anglosaských jazycích se slovo používá jako titul (anglicky Chamberlain). Pochází z francouzského chambellan, od kterého pochází i italské ciambellano. V češtině se proto objevuje také šambelán.

## Titul a úřad
Obvykle titul komořího či komorníka má osoba, která spravuje státní finance a majetek státu nebo je správcem majetku šlechtické či jiné bohaté rodiny včetně panovnické (knížecí nebo královské). Z titulu úřadu má v rodině zpravidla na starosti i péči o vzdělání dětí. Později se chápe odvozeně také jako osobní sluha.
Jeho úřad bývá nazýván „kamera“ či „komora“ (latinsky camera).
V minulosti měly úřad komorníka kláštery, katedrály i středověká města. Dokonce i dnes se úřad finančního správce města Londýn nazývá Chamberlain of the City of London.